# アルゼンチンの副大統領
アルゼンチンの副大統領（あるぜんちんのだいとうりょう、スペイン語: Vicepresidente de la Nación Argentina）は、アルゼンチンの行政府を代表する第2位の官職である。4年ごとに実施される総選挙によって、アルゼンチン大統領と共に選出される。現職の副大統領は2023年12月10日に就任したビクトリア・ビヤルエルである。1994年の憲法改正では大統領と同様に副大統領の任期も、6年（再選不可）から、共同チケットの再選により更新可能な4年（3選禁止）に変更された。

## 歴史
選挙人団により、アルゼンチン連合大統領のフスト・ホセ・デ・ウルキーサと共に、副大統領であるサルバドール・マリア・デル・カリルが最初であったが、当時は憲法で副大統領の職務は具体的に明記されていなかった。20世紀半ばは、フアン・ペロン大統領への辞任を求めた1955年の軍事クーデター（自由革命）やアルゼンチン革命などで副大統領職が空席になった例が17回もある。稀に副大統領のクリスティーナ・フェルナンデス・デ・キルチネルが全閣僚の任免に関わるなど、大統領を凌ぐ影響力を持つ例もあった。

## 職務
大統領継承順位1位にあり、アルゼンチン大統領が死亡・辞任・免職などにより欠けた場合は、副大統領が大統領に昇格する。事故・病気・外遊などにより大統領が一時的に職務遂行不能になった場合は、副大統領が臨時に大統領権限を代行する。大統領の名代として儀式に参列したり、外交上の接受や表敬訪問を行ったりする職務も大統領から委任される事例もある。

### 上院議長

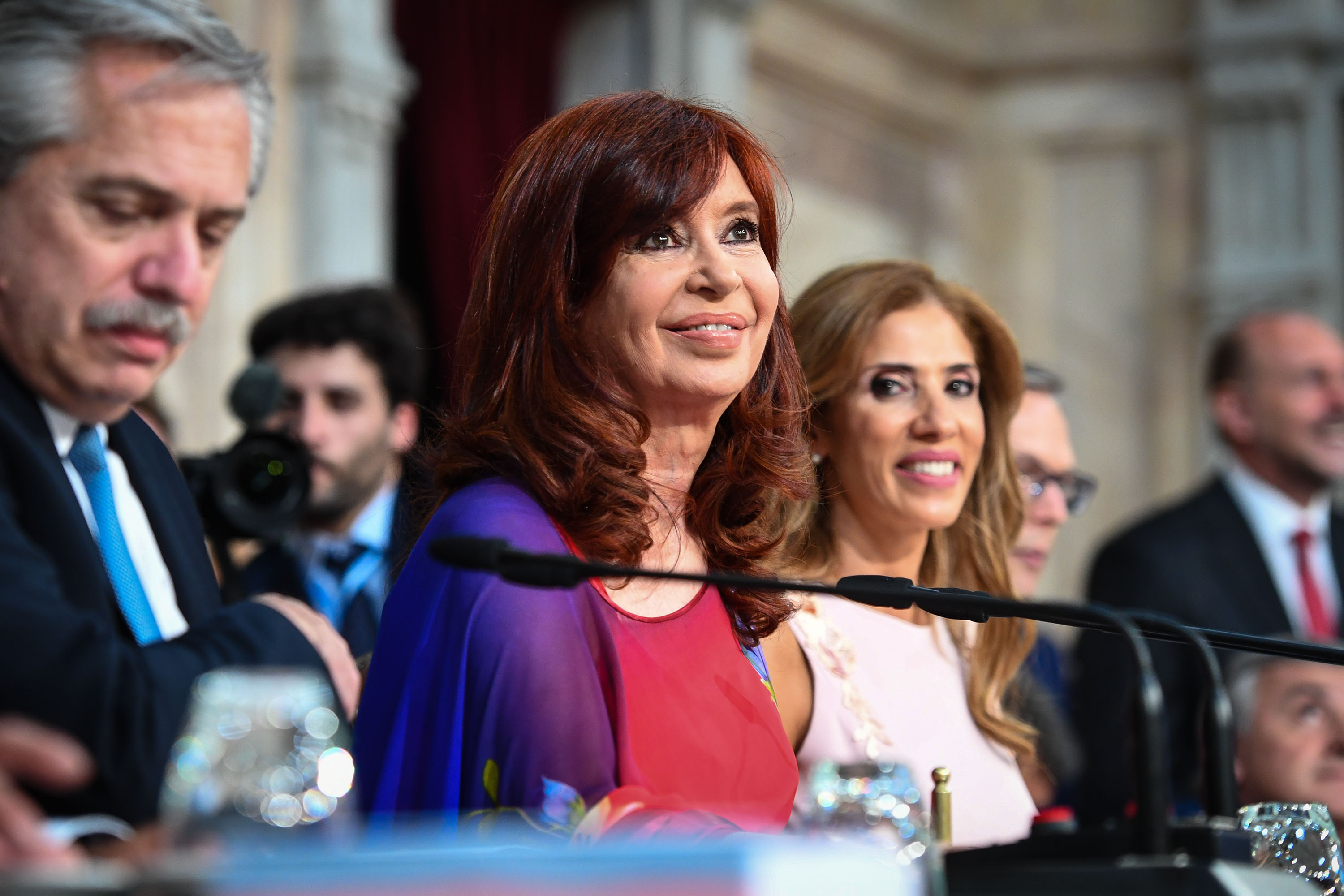
2020年の上院閉会式を主宰するクリスティーナ・フェルナンデス・デ・キルチネル（中央）

副大統領はアメリカ合衆国副大統領と同様に、上院議長（じょういんぎちょう、スペイン語: Presidenta del Senado）を兼務し、可否同数の場合のみ均衡を破る1票（議長決裁票、スペイン語: Voto de calidad）を投じる。旧来は実際に上院本会議の議事を主宰していたが、今日では議事を主宰することは稀である。現代では通常の議事進行を上院仮議長が行う。
国家的な儀式としての重要性の高い議長職務は今日でも副大統領自身が務める。通常議会の開会・閉会や大統領就任宣誓、上下両院合同会議では、下院議長と共に共同議長として下院本会議場議長席に立つ。上院の改選・補欠選挙、あるいは補欠選挙まで務める議員の任命が行われた際、議長として本会議で議員の着任を宣言し就任宣誓を取り仕切ることも副大統領が自ら行う。

## 副大統領の一覧

### アルゼンチン連合（1831年-1861年）
| # | 氏名                               | 着任         | 離任          | 備考                                                                  |
| - | ---------------------------------- | ------------ | ------------- | --------------------------------------------------------------------- |
| 1 | サルバドール・マリア・デル・カリル | 1854年3月5日 | 1860年3月5日  |                                                                       |
| 2 | フアン・エステバン・ペデルネラ     | 1860年3月5日 | 1861年11月5日 | サンティアゴ・デルキ大統領の辞任に伴い、就任後僅か1年で大統領に昇格。 |

### アルゼンチン共和国（1861年-現在）
| #  | 氏名                                           | 着任           | 離任           | 備考                                                           |
| -- | ---------------------------------------------- | -------------- | -------------- | -------------------------------------------------------------- |
| 3  | マルコス・パス                                 | 1862年10月12日 | 1868年1月2日   | 在職中に死去。                                                 |
| 4  | アドルフォ・アルシーナ                         | 1868年10月12日 | 1874年10月12日 |                                                                |
| 5  | マリアノ・アコスタ                             | 1874年10月12日 | 1880年10月12日 |                                                                |
| 6  | フランシスコ・ベルナベ・マデロ                 | 1880年10月12日 | 1886年10月12日 |                                                                |
| 7  | カルロス・ペレグリーニ                         | 1886年10月12日 | 1890年10月12日 | ミゲル・アンヘル・フアレス前大統領の辞任に伴い、大統領に就任。 |
| 8  | ホセ・エバリスト・ウリブル                     | 1892年10月12日 | 1895年1月22日  | ルイス・サエンス・ペーニャ前大統領の辞任に伴い、大統領に就任。 |
| 9  | ノルベルト・キルノ・コスタ                     | 1898年10月12日 | 1904年10月12日 |                                                                |
| 10 | ホセ・フィゲロア・アルコルタ                   | 1904年10月12日 | 1906年3月12日  |                                                                |
| 11 | ビクトリノ・デ・ラ・プラザ                     | 1910年10月12日 | 1914年8月9日   |                                                                |
| 12 | ベラジオ・ルナ                                 | 1916年10月12日 | 1919年6月25日  |                                                                |
| 13 | エルピディオ・ゴンザレス                       | 1922年10月12日 | 1928年10月12日 |                                                                |
| 14 | エンリケ・マルティネス                         | 1928年10月12日 | 1930年9月6日   |                                                                |
| 15 | エンリケ・サンタマリナ                         | 1930年9月6日   | 1930年10月20日 |                                                                |
| 16 | フリオ・アルヘンティーノ・パスクアル・ロカ     | 1932年2月20日  | 1938年2月20日  |                                                                |
| 17 | ラモン・カスティジョ                           | 1938年2月20日  | 1942年6月27日  |                                                                |
| 18 | サバ・スエイロ                                 | 1943年6月7日   | 1943年10月15日 |                                                                |
| 19 | エデルミロ・ジュリアン・ファーレル             | 1943年10月15日 | 1944年2月24日  |                                                                |
| 20 | フアン・ペロン                                 | 1944年7月8日   | 1945年10月10日 | 事実上の副大統領。軍人出身。                                   |
| 21 | フアン・ピスタリーニ                           | 1945年10月10日 | 1946年6月4日   | 軍人出身。                                                     |
| 22 | オルテンシオ・キハノ                           | 1946年6月4日   | 1952年4月3日   |                                                                |
| 23 | アルベルト・テイゼーレ                         | 1954年5月7日   | 1955年9月23日  | 軍人出身。                                                     |
| 24 | アイザック・ロハス                             | 1955年9月23日  | 1958年5月1日   |                                                                |
| 25 | アレハンドロ・ゴメス                           | 1958年5月1日   | 1958年11月18日 |                                                                |
| 26 | カルロス・ウンベルト・ペレット                 | 1963年10月12日 | 1966年6月28日  |                                                                |
| 27 | ビセンテ・ソラノ・リマ                         | 1973年5月25日  | 1973年7月13日  |                                                                |
| 28 | イザベル・ペロン                               | 1973年10月12日 | 1974年7月1日   |                                                                |
| 29 | ビクトル・イポリト・マルティネス               | 1983年12月10日 | 1989年7月8日   |                                                                |
| 30 | エドゥアルド・ドゥハルデ                       | 1989年7月8日   | 1991年12月10日 |                                                                |
| 31 | カルロス・ルカウフ                             | 1995年7月8日   | 1999年12月10日 |                                                                |
| 32 | カルロス・アルバレス                           | 1999年12月10日 | 2000年10月6日  |                                                                |
| 33 | ダニエル・シオリ                               | 2003年5月25日  | 2007年12月10日 |                                                                |
| 34 | フリオ・コボス                                 | 2007年12月10日 | 2011年12月10日 |                                                                |
| 35 | アマド・ブードゥー                             | 2011年12月10日 | 2015年12月10日 |                                                                |
| 36 | ガブリエラ・ミケッティ                         | 2015年12月10日 | 2019年12月10日 |                                                                |
| 37 | クリスティーナ・フェルナンデス・デ・キルチネル | 2019年12月10日 | 2023年12月10日 | アルゼンチン元大統領及び元ファーストレディ。                   |
| 38 | ビクトリア・ビヤルエル                         | 2023年12月10日 | （現職）       |                                                                |